# Cântece de bivuac

Cântece de bivuac este un album al formației Pasărea Colibri apărut în anul 1999. Acest al treilea material discografic al supergrupului este, totodată, ultimul cu Florian Pittiș în calitate de component al formației.

## Piese
1. Inscripție pe-o tobă (Tudor Arghezi), voce: Florian Pittiș)
2. Vis de primavară (Mircea Vintilă, Florian Pittiș), voce: Florian Pittiș
3. Pe Corso (Mircea Vintilă, Horia Stoicanu), voce: Mircea Vintilă
4. Dealul cu dor (Mircea Baniciu, Dan Verona), voce: Mircea Baniciu
5. Alcool (Ray Davies, Florian Pittiș), voce: Florian Pittiș
6. Dintr-o cafea (Mircea Vintilă, Horia Stoicanu), voce: Mircea Vintilă
7. Pisica neagră (Mircea Baniciu, Dan Verona), voce: Mircea Baniciu
8. Vinovații fără vină (Dorin Liviu Zaharia), voce: Florian Pittiș
9. Dragostea e o salată (Horia Stoicanu), voce: Mircea Vintilă
10. Scrisoare de bun rămas (Mircea Baniciu, George Tarnea), voce: Mircea Baniciu
11. Nedumerire (Marcel Breslasu), voce: Florian Pittiș
12. Viața complicată (Ray Davies, Florian Pittiș), voce: Florian Pittiș
13. "38" (Mircea Vintilă, Horia Stoicanu), voce: Mircea Vintilă
14. Frunza (Mircea Baniciu, Dan Verona), voce: Mircea Baniciu
15. Corydon (Radu Stanca), voce: Florian Pittiș
16. Ce de lupi se înconjoară (Nicu Vladimir), voce: Florian Pittiș
17. Pelicanul (Mircea Vintilă, Tudor George), voce: Mircea Vintilă
18. Invocație în zori (Mircea Baniciu, Dan Verona), voce: Mircea Baniciu
19. În stagiunea viitoare (Petre Stoica), voce: Florian Pittiș